# Raipura
Raipura (en bengali : রায়পুরা) est une upazila du Bangladesh dans le district de Narsingdi. En 1991, on y dénombrait 413 766 habitants.
Sa superficie est de 312,77 km2. Raipura se trouve à environ cinq mètres d'altitude.